# بلتچلی و فنی استراتفورد
longitudeبلتچلی و فنی استراتفوردlatitudeبلتچلی و فنی استراتفورد
بلتچلی و فنی استراتفورد (به انگلیسی: Bletchley and Fenny Stratford) یک منطقهٔ مسکونی در انگلستان است که در جنوب شرقی انگلستان واقع شده‌است.

## خصوصیات
بلتچلی و فنی استراتفورد ۱۵٬۳۱۳ نفر جمعیت دارد.